# 斯克倫萊克 (紐約州)
斯克倫萊克（英語：Schroon Lake）是位於美國紐約州艾塞克斯縣的普查規定居民點。

## 人口
根據2020年美國人口普查的數據，斯克倫萊克的面積為9.54平方千米，當中陸地面積為7.48平方千米，而水域面積為2.06平方千米。當地共有人口921人，而人口密度為每平方千米96.54人。